# Calle de Cubertorer
La calle de Cubertorer es una vía pública de la ciudad española de Sagunto.

## Descripción
La vía, que nace de la calle del Castillo y llega hasta la de los Dolores por un lado y hasta la de Abyix por el otro, se conoció en otro tiempo como «calle de la Comadre». Con el título actual, recuerda a una familia antigua de la ciudad. Aparece descrita en el Nomenclator de las calles, plazas y puertas antiguas y modernas de la ciudad de Sagunto (1901) de Antonio Chabret y Fraga con las siguientes palabras:

Cubertorer (calle de). Este nombre ha sustituído al de Comadre que tenía esta calle. La razón del cambio de nombre, estriba en el deseo de perpetuar el apellido de una familia antigua que habitaba en una casa cercana á esta calle y que por su posición desahogada figuraba en la magistratura municipal y en comisiones del Municipio cerca de los poderes públicos. En un notal de Luis Llobregat, de 1784, leo que Joaquín Cubertorer casó, siendo ya anciano, con su sobrina María Francisca Cubertorer, y no teniendo sucesión, fundó un vínculo perpétuo de rigurosa agnación de varón mayor á otro, instituyendo por heredero universal al Dr. D. Luis Cubertorer, abogado, hijo de un hermano suyo. El patronato de la capilla de la Purísima Concepción, antes de San Vicente Ferrer, lo adquirió el Dr. D. Francisco Cubertorer, por cesión que le hizo el licenciado D. Maximiano Peris de la Mola, presbítero beneficiado de la parroquial de Santa María, en 20 de Febrero de 1742.
(Chabret y Fraga, 1901b, pp. 49-50)